# Emmanuelle Bertrand
Emmanuelle Bertrand (Firminy, 5 de noviembre de 1973) es una violonchelista francesa.

## Vida
Nació en Firminy en el Loira en 1973. Estudió en el Conservatorio nacional superior de música y danza de Lyon. Sus profesores fueron sobre todo con Jean Deplace y Philippe Muller. 
Recibió el apoyo del compositor Henri Dutilleux, que dijo de ella:  “Entre los jóvenes artistas de su generación, Emmanuelle Bertrand es uno de los que más me han impresionado... su interpretación y la claridad en su manera de tocar me llenaron de una gran satisfacción. No dudo en decir que para mí es una gran revelación”.

## Carrera
Le han dedicado obras Nicolas Bacri, Edith Canat de Chizy, Pascal Amoyel y Thierry Escaich. Estrena en el año 2000 la Canción para Pierre Boulez de Luciano Berio. En colaboración con el pianista Pascal Amoyel estrena en 2005 el concierto teatral Block 15, o la música en resistence, puesto en escena por Jean Piat. En 2011, concibe y crea el concierto-lectura El violonchelo de guerra, en el cual rinde homenaje a Maurice Maréchal y a su violonchelo fabricado en las trincheras en 1915.
Como solista ha actuado entre otras con la Orquesta Sinfónica de Lucerna, la Orquesta Sinfónica del Gran Montreal, la Orquesta Nacional de Ucrania, la Orquesta Sinfónica del Estado de Moscú, la BBC National Orchestra of Wales, la Orquesta Sinfónica de Busan (Corea), la Orquesta Musica Vitae de Suède, la Orquesta Sinfónica de Quebec, la Orquesta Sinfónica de la RTV de Eslovenia, la Orquesta Sinfónica de Wuhan, las Orquestas Nacionales de Lille, d’Ile de France, de Lorraine, las Orquestas Filarmónicas de Estrasburgo, de Montecarlo…
En el 2012 es elegida Artista del año por la revista Diapason y los oyentes de France Musique. Desde 2012, es la directora artística del festival de violonchelo de Beauvais.

## Discografía selecta
- Lalo: Concierto en re menor, Namouna; Schumann: Concierto en la menor (Arion).
- Alkan: Sonata para piano y violonchelo; Liszt: Obras para violonchelo y piano (Harmonia Mundi).
- Dutilleux: Trois Strophes sur le nom de Sacher; Ligeti: Sonata; Bacri: Continuación 4; Crumb; Sonata; Henze: Serenata (Harmonia Mundi).
- Bloch: Suites n.º 1, 2 & 3, Meditación hebraica, Jewish Life, Nirvana, Nigun. (Harmonia Mundi).
- Strauss: Romanza AV 75 en fa mayor, Sonata para violonchelo; Reger: Sonata para violonchelo; Pequeña romanza en re mayor (Harmonia Mundi).
- Greif: Sonata de Réquiem, Trío (Harmonia Mundi).
- Saint-Saëns: Sonata n.º 1, Rezo op.158, Romanza op.36, Gavota op.16 n.º 3, Tarantela op.10 n.º 5, Continuación op.16, Romanza op.51, "El cisne" de El carnaval de los animales (Harmonia Mundi).
- Grieg: Sonata Op. 36, Piezas líricas, Allegretto en mi mayor, Intermezzo en la menor (Harmonia Mundi).
- Amoyel: Sadhana, in memoriam Olivier Greif (Triton).
- Méditation. Violoncelles Français (Mirare).
- Cavanna: Shanghai Concerto. Orquesta Nacional de Lille, Noëmi Schindler.
- Le violoncelle parle. Obras para violonchelo solo de Cassado, Britten, Kodály, Amoyel (Harmonia Mundi).
- Shostakóvich: Concierto para violonchelo n.º 1; Sonata para violonchelo y piano (Harmonia Mundi; 2013)
- Dutilleux: Tout un monde lointain..., Trois Strophes sur le nom de Sacher; Debussy: Sonata para violonchelo. Pascal Amoyel, Sinfónica de Lucerna, James Gaffigan (Harmonia Mundi).

## Premios y reconocimientos
Sus grabaciones como solista, o con el pianista Pascal Amoyel, han recibido los más elevadas recompensas musicales: sobre todo el Cannes Classical Award, el Diapason D'Or del año, el Choc del Monde de la musique, Gramophone Choice, Premio de la Crítica Alemana. Ha recibido igualmente una Victoria de la música clásica en 2002 y ha sido condecorada Chevalier de la Orden de las Artes y de las Letras.